# Модель потоку дрейфу
Модель потоку дрейфу (рос. модель потока дрейфа; англ. drift flow model; нім. Driftströmungsmodell n) – модель вертикального газорідинного потоку, згідно з якою дійсна лінійна швидкість газу wг записується як сума швидкості суміші wc і відносної швидкості газу wв: 
wг = Ашв wс+ wв ,
де Ашв – коефіцієнт, який характеризує нерівномірний профіль швидкості по радіусу труби, а також можливе збільшення газовмісту потоку дійсного об’ємного біля стінки труби (утворення так званого “газового підчіпника” при виділенні газу із рідини); 
wс = (V+q)/ f;
q, V – об’ємні витрати рідини і газу за термодинамічних умов у точці визначення wс; 
f – площа прохідного перерізу труби; 
wв – відносна швидкість газу (або перевищення лінійної швидкості газу wг над швидкістю суміші wс). 
Відношення швидкостей wс/ wв визначається, наприклад, за числом Кутателадзе. 